# Lough Swilly

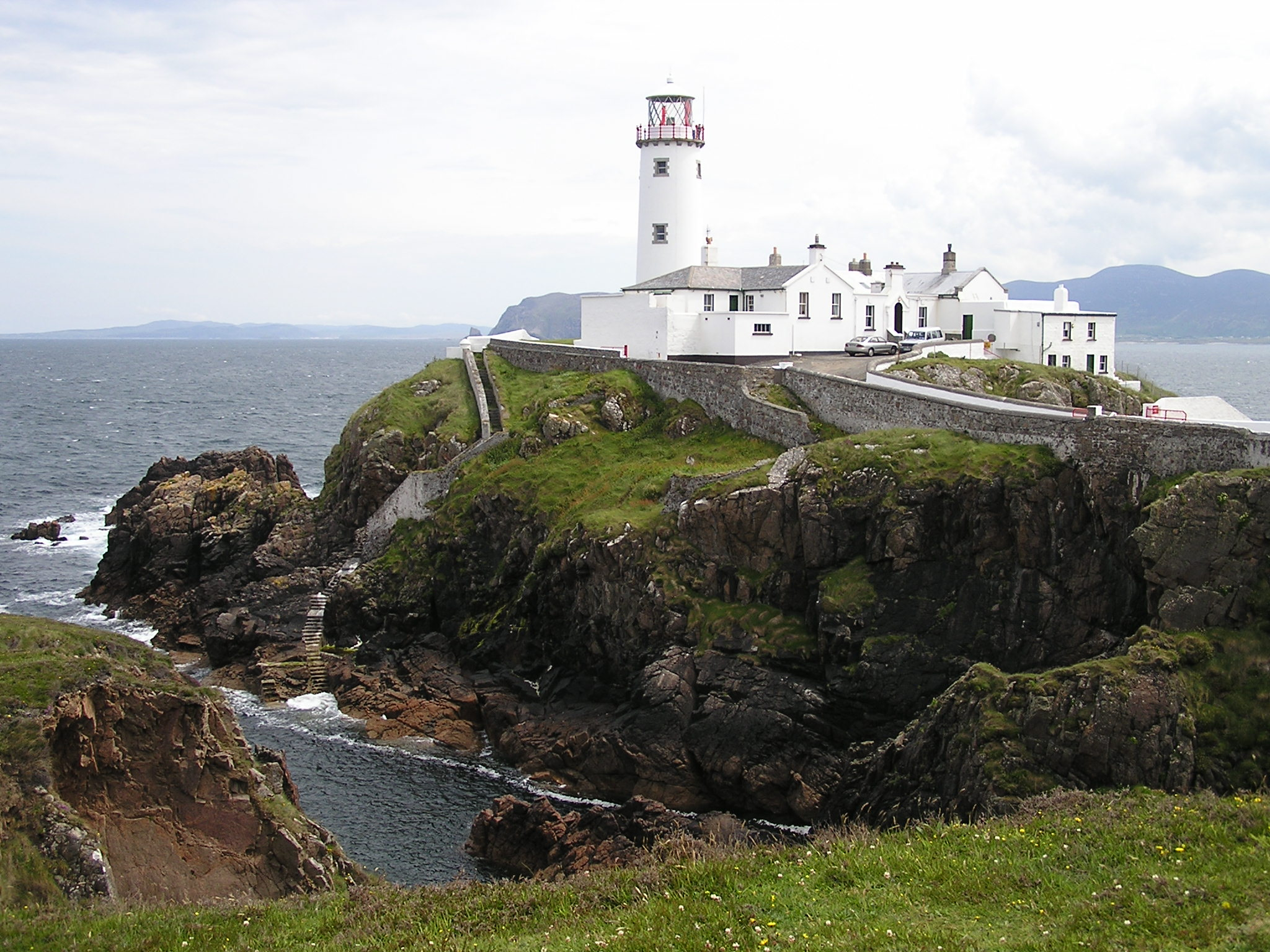
Le phare de Fanad à l'entrée du Lough Swilly.

Le Lough Swilly (en irlandais : Loch Súilí, qui signifie « lac des ombres » ou « lac des yeux ») est une sorte de profond fjord situé au nord de l'Irlande entre la péninsule d'Inishowen à l'est et la péninsule de Fanad à l'ouest, dans le comté de Donegal.
À l'extrémité nord du Lough se trouvent le cap Fanad avec son célèbre phare et le cap Dunaff. Sur ses rives se trouvent les villes de Buncrana à l'est et Rathmullan sur le côté ouest. À l'extrémité sud du Lough se trouve Letterkenny.
De 1922 à 1938, le site de Lough Swilly constitua l'une des trois bases militaires souveraines britanniques établies lors du Treaty ports dans l'État libre d'Irlande.
Le Lough est célèbre pour l'observation de sa faune (dauphins, marsouins, oiseaux de mer, oies et cygnes migrateurs) et la plongée sur de nombreuses épaves de navires, y compris les SS Laurentic coulé par une mine allemande (possible torpille), qui a coulé avec 3 211 lingots d'or dont 3 191 ont été récupérés.
Dans le sud du Lough un certain nombre d'îles (Burt, Inch, Coney, Grand Isle) ont été poldérisées et les terrains mis en culture dans les années 1800 et remblayés pour la voie de chemin de fer reliant Lough Swilly à Derry City. Ces terres récupérées sont désormais considérées comme l'une des zones humides les plus importantes d'Irlande pour la conservation de la faune et de la flore, abritant plus de 4 000 cygnes sauvages, des milliers d'Oies rieuses, bernaches nonnettes, Oies cendrées et Bernaches cravants.

## Galerie

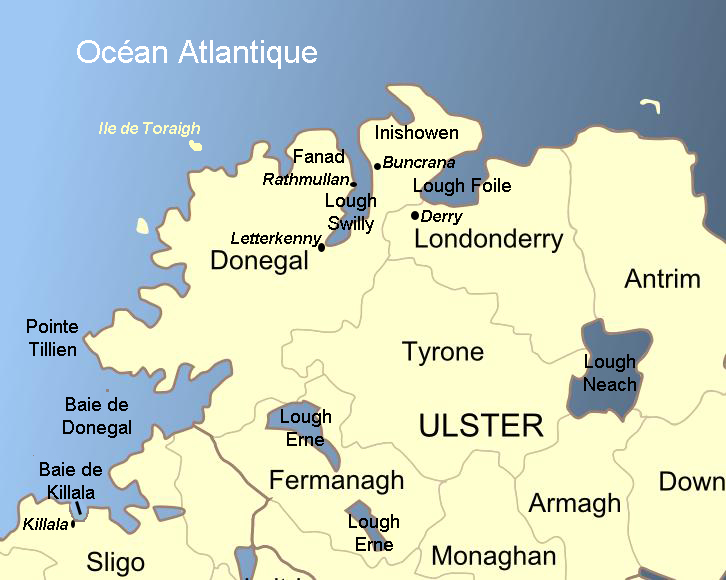
Nord de l'Irlande et Lough Swilly